# نادي المهندسين
نادي المهندسين الرياضي (بالإنجليزية: Al-Mohandessin SC) هو فريق كرة قدم عراقي مقره في بغداد، تم تأسيسه في عام 2016، يلعب في الدوري العراقي الدرجة الثانية.

## أنظر أيضا
- كأس العراق 2017
- كأس العراق 2018–19
- كأس العراق 2021-22

## روابط خارجية
- نادي المهندسين على Goalzz.com
- أندية العراق - تواريخ التأسيس